# Yōko Yamaguchi
Yōko Yamaguchi (山口洋子 Yamaguchi Yōko?,  10 de mayo de 1937 – 6 de septiembre de 2014) fue compositora y novelista japonesa. En 1985, Yamaguchi ganó el premio Naoki por sus novelas Enka no Mushi (演歌の虫, El amante de la balada japonesa) y Robai (ciruela vieja japonesa).
Yamaguchi nació en Nagoya. Empezó su carrera en un elegante bar que fundó en el barrio de Ginza, distrito de Tokio. Yamaguchi escribió letras de canciones durante su tiempo libre mientras administraba este bar de su propiedad, así logró una serie de canciones exitosas durante los años 70. En 1971, la canción "Yokohama Tasogare" ("Yokohama, tiempo crepuscular"), interpretada por Hiroshi Itsuki, consiguió un gran éxito dentro del género enka. Yamaguchi logró otro gran éxito con "Vaso de brandy", interpretada por el actor y cantante, Yujiro Ishihara. Empezó a escribir novelas durante los años 80.
Yamaguchi murió a causa de un paro respiratorio el 6 de septiembre de 2014, a la edad de 77.